# William Lennox
Pour les articles homonymes, voir Lennox.
William Pitt Lennox (20 septembre 1799 - 18 février 1881) est un écrivain et un officier de l'armée britannique. 

## Biographie
Il est le quatrième fils de Charles Lennox (4e duc de Richmond) et de Charlotte Gordon, né à Winestead Hall, Yorkshire, le 20 septembre 1799 et est un filleul de William Pitt le Jeune et un cousin de Charles James Fox. Il fait ses études à la Westminster School de 1808 à 1814. 
Le 13 mai 1813, alors qu'il est encore à l'école, il est officiellement intégré comme cornette dans les Horse Guards. Le 8 août 1814, il accompagne le duc de Wellington en tant qu'attaché de son ambassade à Paris. En 1815, il est attaché à l'état-major du général sir Peregrine Maitland, assista au mémorable bal de sa mère à Bruxelles et voit une partie de la bataille de Waterloo, mais est blessé dans un accident de cheval qui lui coûte un œil, et ne peut y prendre une part active. Trois ans après Waterloo, il sert d’aide de camp à Wellington. Il rejoint ensuite son régiment en Angleterre, est promu capitaine le 28 mars 1822 et se retire par la vente de sa commission le 25 mars 1829. Il est un aide de camp supplémentaire de son père alors qu'il est gouverneur général du Canada, en 1818-1819, et est l'un des pages au couronnement de George IV, le 19 juillet 1821. 
Il représente King's Lynn, Norfolk, conjointement avec Lord George Bentinck, en tant que réformateur modéré et partisan du gouvernement du 10 décembre 1832 au 29 décembre 1834, et s'exprime sur le Reform Act 1832, les redevances payées sur les navires en quarantaine et le projet de loi sur la médecine. 
Il est cependant plus intéressé par le sport et la littérature et préfère une vie de gaieté et de loisirs. Il se passionne pour les courses de chevaux, se régale de théâtres privés et court autrefois une course de cent mètres sur Hill Street, Berkeley Square, à minuit. Il figure dans Vivian Gray  de Benjamin Disraeli dans le rôle de Lord Prima Donna (1827). Il contribue aux annuals pendant leur popularité, ainsi qu’à Une fois par semaine et à des feuilletons traitant de sujets militaires et sportifs. Mémoires de Madame Malibran, par Lady Merlin, 2 vols. 1840, est basé sur un manuscrit de Lennox. En 1858, il dirige le journal Review. 
Il écrit plusieurs romans faibles, qui ont un bref succès; mais ses volumes de souvenirs personnels contiennent des anecdotes intéressantes sur la cour et d'autres célébrités. Plus tard, quand il est loin d'être riche, il est souvent conférencier rémunéré et contribue régulièrement au Court Journal. Il meurt le 18 février 1881 au 34 Hans Place, Sloane Street, Londres. Il est inhumé au cimetière de Brompton le 25 février.

## Famille
Il se marie trois fois: 
1. Mary Anne Paton (1802–1864), chanteuse, le 7 mai 1824 - ce mariage est dissous par la cour de session écossaise en 1831
2. 1854 à Ellen, fille de John Smith, décédée le 3 novembre 1859
3. 17 novembre 1863, à Maria Jane, fille aînée du révérend Capel Molyneux, elle écrit en 1888 un roman intitulé Castle Heather [1]

## Ouvrages
1. Compton Audley, or Hands not Hearts, 1841, 3 vols.
2. Tuft Hunter, 1843, 3 vols.
3. Percy Hamilton, or the Adventures of a Westminster Boy, 1851, 3 vols.
4. Three Years with the Duke of Wellington in Private Life, 1853.
5. Philip Courtenay, or Scenes at Home and Abroad, 1855, 3 vols.
6. The Story of my Life, 1857, 3 vols.
7. The Victoria Cross, the Rewarded and their Services, 1857.
8. Merrie England, its Sports and Pastimes, 1858.
9. Pictures of Sporting Life and Character, 1860, 2 vols.
10. Recollections of a Sportsman, 1862, 2 vols.
11. Life of the Fifth Duke of Richmond, anon., 1862.
12. Fifty Years' Biographical Reminiscences, 1863, 2 vols.
13. The Adventures of a Man of Family, 1864, 3 vols.
14. Drafts on my Memory, 1866, 2 vols.
15. Sport at Home and Abroad, 1872, 2 vols.
16. My Recollections, 1874, 2 vols.
17. Celebrities I have known, 1876–7, 4 vols.
18. Coaching, with Anecdotes of the Road, 1876.
19. Fashion then and now, 1878, 2 vols.
20. Lord of Himself, 1880, 3 vols.
21. Plays, Players, and Playhouses at Home and Abroad, 1881, 2 vols.